# Programa Nacional de Reestruturação e Aquisição de Equipamentos da Rede Escolar Pública de Educação Infantil
O Programa Nacional de Reestruturação e Aquisição de Equipamentos da Rede Escolar Pública de Educação Infantil (Pró-infância) é uma das ações do Plano de Desenvolvimento da Educação (PDE), do Ministério da Educação do Brasil. Instituído pela Resolução nº 6, de 24 de abril de 2007, seu objetivo é assegurar recursos para que as redes municipais e do Distrito Federal possam construir, reestruturar e promover melhorias em creches e pré-escolas, além da compra de mobiliário e equipamentos para essas unidades.
O programa é operado pelo Fundo Nacional de Desenvolvimento da Educação (FNDE) e, para construção de novas unidades, adota projetos-padrão, fornecidos pela própria autarquia, em conformidade com as diretrizes da Secretaria de Educação Básica do MEC e com a Norma NBR 9050 da ABNT. Somente podem participar do programa os municípios que apresentarem, no Plano de Ações Articuladas (PAR), a necessidade de construção, melhorias ou aquisições de equipamentos para as unidades de educação infantil. Também é indispensável que os requerentes estejam com seus dados orçamentários atualizados no Sistema de Informações sobre Orçamentos Públicos em Educação (Siope), do Ministério da Educação, e que detenham título de dominialidade do terreno onde haverá a edificação, conforme determina a Portaria Interministerial nº 127 de 29 de maio de 2008.
Os projetos são divididos em duas categorias: no Pró-infância B é necessário um terreno com dimensões de 40x70m em área urbana, com superfície preferencialmente plana e com cota de nível superior ao da rua. Para esse projeto a demanda mínima prevista deve ser de 240 alunos de 0 a 6 anos, distribuídos em turnos matutino e vespertino, ou 120 crianças em turno integral. Já no Pró-infância C os terrenos devem ter 60x50m em área urbana, com superfície preferencialmente plana e com cota de nível superior ao da rua, além de ter a demanda de 120 alunos, em turnos matutino e vespertino, ou 60 crianças em turno integral. A aquisição de mobiliário e de equipamentos também deve respeitar as especificações técnicas pré-definidas pelo FNDE, em parceria com o Inmetro.